# 沃尔特·克朗凯特
小沃爾特·李蘭·克朗凱特（英語：Walter Leland Cronkite, Jr.，1916年11月4日—2009年7月17日），记者、冷战时期美国最富盛名的电视新闻节目主持人，CBS晚間新聞的明星主播。在1960年代和1970年代，他在美國的民意調查中被評為「美國最值得信賴的人」。

## 早期经历
克朗凯特1916年出生在密苏里州的。他在德克萨斯大学求学，后来离开学校在休斯顿的一家报社做报导工作。
1937年，克朗凯特成为一名合众社美国和欧洲分社的战地记者。1942年，合众社派他前往伦敦任随军记者，成为哈里森·薩利斯伯里(Harrison Salisbury)的下属。二战中常冒枪林弹雨，深入前线，采访战地新闻。克朗凯特在合众社工作并写了不少典范式通讯报道，他英勇的表现为他赢得了二战最佳战地记者之一的声誉。
美国另一位带有传记色彩的广播记者爱德华·默罗曾一再鼓动其投入CBS门下，但合众社闻讯后提高工资，留住了克朗凯特。战后，克朗凯特留在欧洲，先任纽伦堡审判的首席记者，后任合众社驻莫斯科分社社长。
1948年，他的周薪高达125美元，全社记者中名列第一。1948年老朋友卡尔科柏聘用克朗凯特担任他的广播电台和其他若干堪萨斯和密苏里州电台驻华府记者，周薪250美金，从此进入广播新闻界。

## 伴随美国人走过重大历史事件
1950年朝鲜战争爆发后，莫罗打来电话，问他是否愿意为CBS报道这场战争，克朗凯特同意了。从此，克朗凯特投入CBS门下，并在此后成为CBS群星闪耀的广播明星队伍中的一员。
1952年，克朗凯特在报道总统大选时崭露头脚，引起瞩目。
1962年，克朗凯特接替爱德华兹，出任哥伦比亚广播公司的招牌节目“CBS晚间新闻”的主播。
1963年11月22日，肯尼迪的突然遇刺，现场拥有庞大采访队伍的CBS透过克朗凯特迅速发布新闻动态。使得他声名鹊起。
四年半后，他为大家报道了美国另一位著名人物的遇刺：“晚安，民权运动领袖中倡导非暴力的馬丁·路德·金恩博士，在田纳西州的孟菲斯市遭到枪杀。”

## 美国最值得信赖的人
在美国三大电视网主导美国电视节目的时代，克朗凯特和他的晚间新闻成为新闻节目收视率的第一名。他在主播电视新闻节目的19年里，他给观众留下自信和诚实的形象。他被观众评为“美国最值得信赖的人”。他每天晚上的结束语“事实就是如此”(and that's the way it is)成为了流行语。
在他的晚间新闻生涯中，克朗凯特还报道了古巴导弹危机、越战、水门事件丑闻、伊朗人质危机。他还制作了许多的新闻记录片并主持了特别节目，包括太空发射、登月以及政党大会、总统选举和就职仪式。

## 傳承精神
多年以來，甚至克朗凱離開主播台十年，一直被認為是全美國最受到信賴的人。在他十九年的播報生涯，他被認為是「美國具權威性的新聞之聲」。

## 批评越战和约翰逊弃选
1968年2月，克朗凯特前往越南采访春节攻势之后的形势，这次采访严重影响了他对越战的看法。回到美国以后，他在2月27日晚间例行战事报道的结尾，一反平素不偏不倚的立场，发表了一篇带有强烈批评色彩的评论，对越战的前景直言不讳地表达了怀疑和忧虑。
时任美国总统的林登·约翰逊，一向是克朗凯特的忠实观众。据他的新闻秘书（Press Secretary）转述，约翰逊在看了克朗凯特的节目以后，关掉电视机，然后说了一句广为流传的话：“如果我失去了克朗凯特，我就失去了美国的中间阶层。”("If I've lost Cronkite, I've lost Middle America.") 此后不久，约翰逊在一次电视直播讲话的结尾，出人意料地宣布不再寻求连任。一般认为克朗凯特对越战的公开批评，对约翰逊的弃选有直接影响。

## 晚年
1981年，克朗凯特从哥伦比亚广播公司退休。但是他还继续做为特别记者进行一些报道。
他的许多崇拜者说，克朗凯特为当时新兴起的电视新闻业建立了客观公正的高标准。
2009年7月17日，在经历长期病痛后，克朗凯特在纽约寓所中去世，享年92岁。

## 著作
自传：《记者生涯——目击世界60年》(Report's Life)